# Монтезикуро (Анкона)
Монтезикуро је насеље у Италији у округу Анкона, региону Марке.
Према процени из 2011. у насељу је живело 434 становника. Насеље се налази на надморској висини од 293 м.